# Ferulago nodosa
Ferulago nodosa är en flockblommig växtart som först beskrevs av Carl von Linné, och fick sitt nu gällande namn av Pierre Edmond Boissier. Ferulago nodosa ingår i släktet Ferulago och familjen flockblommiga växter. Inga underarter finns listade i Catalogue of Life.

## Bildgalleri

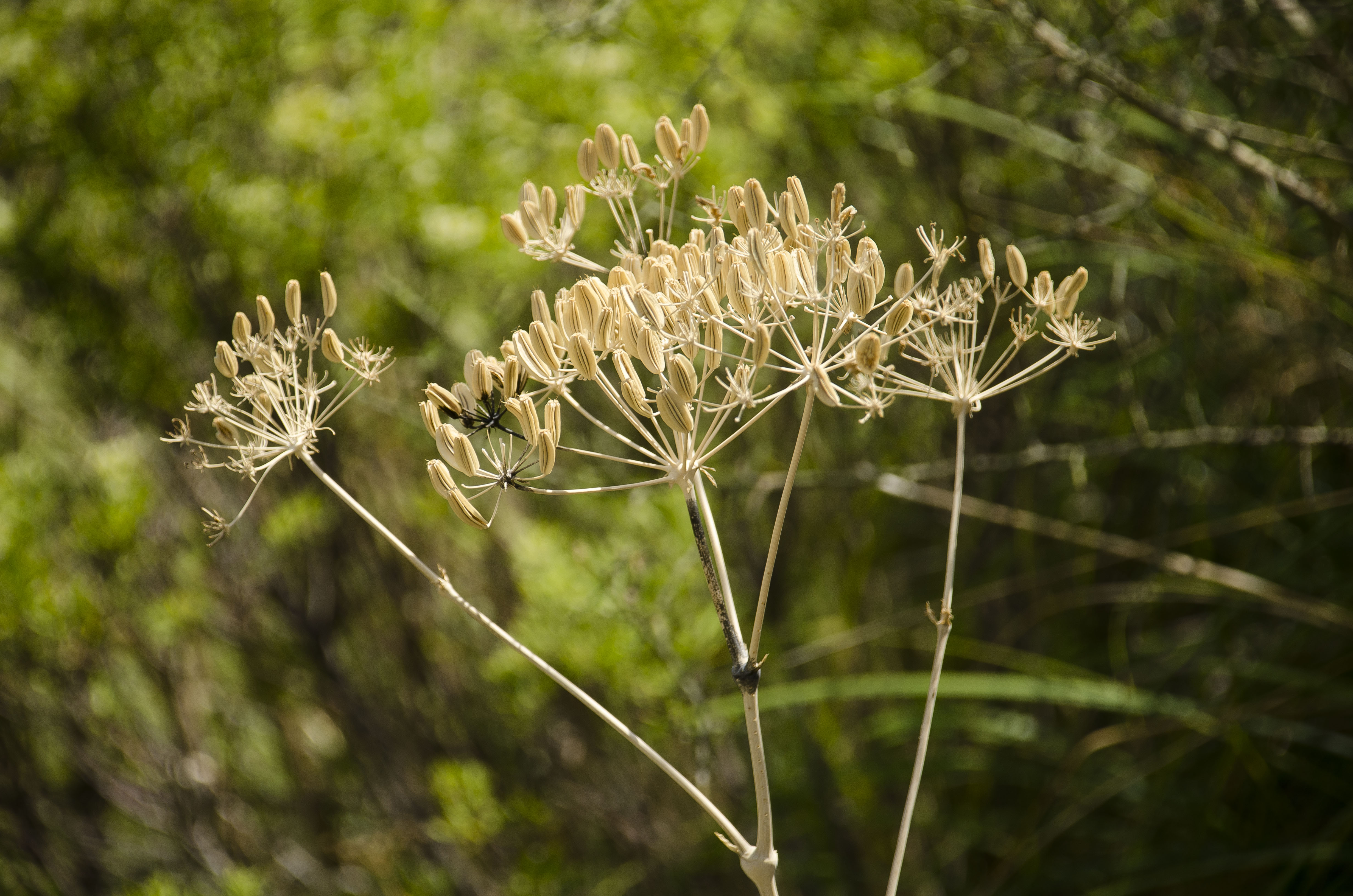